# Зятківці (станція)
Зяткі́вці — проміжна вузлова залізнична станція Шевченківської дирекції Одеської залізниці на перетині двох неелектрифікованих ліній Вапнярка — Христинівка та Зятківці — Гайворон між станціями Кублич (16 км) та Губник (14 км). Розташована в однойменному селищі Гайсинського району Вінницької області. Від станції відгалужуються лінії на Вінницю, Гайворон, Христинівку (Черкаси / Умань), Вапнярку (усі чотири напрямки — одноколійні, неелектрифіковані, якими здійснюються пасажирські та вантажні перевезення. Окрім цього, станція є передатною: наступна станція Гайсин (Вінницький напрямок), яка підпорядкована вже Південно-Західній залізниці.

## Історія
Станція відкрита у 1899 році на вже існуючій лінії, рух якою був відкритий 19 листопада (1 грудня) 1890 року.
6 листопада 1919 року на станції Зятківці було підписано угоду між Українською галицькою армією та білою добровольчою армією.

## Пасажирські сполучення
На станції Зятківці зупиняються:
- приміські дизель-поїзди сполученням Вапнярка — Христинівка — Умань (маршрут руху поїзда подовжено до станції Умань у лютому 2020 року).
- з 5 жовтня 2021 року приміський поїзд Гайворон — Вінниця курсує щоденно (станом на жовтень 2021 року відправлення зі станції Зятківці на Вінницю о 02:46, зворотно — з Вінниці о 18:46 на Зятківці). Рейс виконується плацкартними вагонами із загальними місцями. У поїзді діє низька вартість проїзду та безкоштовний проїзд для 6 категорій громадян, в тому числі для осіб пенсійного віку. В складі поїзду курсують вагони безпересадкового сполучення Гайворон — Київ.
- до 11 грудня 2021 року курсував через станцію нічний швидкий поїзд  № 95/96 «Тясмин» сполучення Черкаси — Львів, який був скасований, натомість з 12 грудня 2021 року призначався новий нічний швидкий поїзд  № 67/68 сполученням Маріуполь — Львів, який до повномасштабного російського вторгнення в Україну курсував через день[1].

На станції відсутня технічна можливість роздруківки та повернення проїзних документів, що оформлені та оплачені через електронні канали обслуговування (інтернет).